# 東喜代駒・駒千代
東喜代駒・駒千代（あずま きよこま・こまちよ）は、昭和初期に東京で活躍した日本の漫才コンビ。
当時東京でリーガル千太・万吉、林家染団治・小川雅子、香島ラッキー・御園セブン等と共に数少ない東京漫才として活躍。

## 概要
東京漫才界の草分け的存在であった東喜代駒は、群馬県館林の生まれで先祖は秋山藩の老中であった。東京の育ち、下谷で米問屋をやっていたが芸事が好きで夜な夜なお座敷に当時人気の柳家三亀松ら芸人を呼んで豪遊していた、その頃から政財界や新聞記者と交流があった。そんな縁で自身も天狗連に出るようになり浪曲の節まねなどをやっていた、のちに米問屋も潰した。最初は「一人万才」と称して「地の内」や「流行歌」、「珍舞踊」、「一人芝居」などをやっていたが、浅草で見た安来節の一座にいた大阪の万歳に魅了され二人万才に転じる、相方を探し東京の上京してきていた加藤瀧子（砂川捨丸の元相方）、五條家弁慶、阪東三光ら師匠蓮に声をかけたが無名の東京の芸人には相手されず、1923年9月に関東大震災で大阪に渡り、再び東京に戻り同じ天狗連時代の友人であった落語家出身の柳亭左喬（小島貞二によると左鏡門人の左橘）を東喜代志と名乗らせコンビを組んだ、1928年に隆の家百龍・千龍・萬龍（通称「隆の家連」）のメンバーを東駒千代と名乗らせコンビを結成。それまで正月の門付け的芸能であった東京の漫才をフロックコートを身に纏い、鼓を持つという珍しい舞台芸能化して「ハイクラス萬歳」という新しい東京漫才を確立し、東京の演芸ファンの人気を得て、上方（大阪）漫才に対抗した。また歌舞伎役者の十五代目市村羽左衛門らの声色も得意であった。「東京漫才の始祖」。1926年4月には二長町にあった歌舞伎の市村座で独演会を開くほどの人気を得るが、喜代駒は1931年にコンビを解消し「漫芸」と称して時事、歌謡ネタの漫談をやった。録音はレコードに残している。

## メンバー
東喜代駒 （1899年4月8日 - 1977年10月10日）
本名：武井喜代次。群馬県館林の生まれ、東京育ち。最後は旅行先の熱海で死去。
 東駒千代 （生没年不詳）

## 弟子
- 東ヤジロー・キタハチ
- 天乃竜二・東お駒
- 都上英二・東喜美江
- 大空ヒット・三空ますみ
- Wけんじ
- 源氏太郎